# Fujiwara no Takamitsu
Fujiwara no Takamitsu (藤原 高 光, c. 939-994) foi um poeta nobre japonês do período meio-Heian waka. Ele é designado como um membro dos Trinta e seis Imortais da Poesia. Seu pai era Fujiwara no Morosuke, e sua mãe era a princesa Masako (ja: 雅子 内 亲王, Masako Naishin'nō?), A filha do imperador Daigo. Ele era um poeta Waka brilhante, aclamado como um gênio quando  tinha quinze anos, e foi incluído posteriormente como um dos "trinta e seis  imortais da poesia japonesa".
A decisão de Takamitsu de abandonar a família e posição social para seguir a vida como um monge budista em 961, juntamente com a dor de sua família devido a aquela ação, está documentada em Tōnomine shosho Monogatari.
Takamitsu, após renunciar ao mundo, viveu no mosteiro do Monte Hiei, não muito longe da capital, mas mudou, talvez no começo de 962, para a remota Tōnomine, onde passou o resto de sua vida, adotando o nome pelo qual ele é atualmente conhecido.
Os poemas de Takamitsu estão incluídos em várias antologias de poesia imperiais do "Wakashu Goshen", uma coleção particular conhecida como "Antologia Takamitsu" (高 光 集, Takamitsu-shu).